# Straja
Straja é uma comuna romena localizada no distrito de Suceava, na região de Bucovina. A comuna possui uma área de 45.05 km² e sua população era de 5690 habitantes segundo o censo de 2007.